# Сингх, Хардъял
Хардъял Сингх Гарчей (англ. Hardyal Singh Garchey, 28 ноября 1928, Лакхнау, Британская Индия — 17 августа 2018, Дехрадун, Индия) — индийский хоккеист (хоккей на траве), полевой игрок. Олимпийский чемпион 1956 года.

## Биография
Хардъял Сингх родился 28 ноября 1928 года в индийском городе Лакхнау.
В августе 1949 года поступил на службу в индийскую армию по спортивной квоте, служил в 1-м и 7-м сикхских полках. Большую часть службы играл в хоккейной команде полка, затем был тренером-менеджером. Также играл за «Сервисез» из Нью-Дели.
В 1956 году вошёл в состав сборной Индии по хоккею на траве на Олимпийских играх в Мельбурне и завоевал золотую медаль. Играл в поле, провёл 2 матча, забил 6 мячей (пять в ворота сборной США, один — Сингапуру).
Участвовал в индийско-пакистанской войне 1965 года.
Работал тренером юношеской сборной Индии, в 1983—1987 годах — главную сборную страны.
В 2004 году награждён премией Дхиана Чанда за достижения в спорте в течение жизни.
Умер 17 августа 2018 года в индийском городе Дехрадун.

## Семья
Был женат. В 1969 году ушёл в отставку из армии, чтобы ухаживать за больной супругой, у которой была опухоль мозга. Она умерла в том же году.